# Петар Александријски
Петар Александријски је хришћански светитељ и мученик. Био је патријарх Александрије у периоду од (299-311.) Слави се као светитељ у Коптској, Римокатоличкој и у Православној цркви.
Био је ученик и следбеник светог Теоне архиепископа Александријског. Био је неко време учитељ у знаменитој Оригеновој филозофској школи. На престо архиепископски ступио је 299. године, а мученички страдао 311. године. Управљао је црквом у претешко време, када су цркву нападали споља неверници а изнутра јеретици. Забележено је да је у његово време пострадало у Александрији 670 хришћана. Често су целе породице извођене на губилиште и тамо погубљене. У то време актуелна је била Аријева јерес. Патријарх Петар га је екскомуницирао из цркве и анатемисао.
Српска православна црква слави га 25. новембра по јулијанском календару.